# Bublinatka opomíjená
Bublinatka opomíjená (Utricularia gibba) je masožravá vodní rostlina z čeledi bublinatkovitých. Roste na všech kontinentech s výjimkou Antarktidy. Vyniká výjimečně malým genomem; při sekvenování její DNA byla nalezena pouhá 3 % nekódující DNA.

## Taxonomie
Vědecká synonyma: Utricularia biflora, Utricularia fibrosa Walt., Utricularia obtusa Sw., Utricularia pumila Walt.
Uváděn je poddruh Utricularia gibba subsp. exoleta (R. Br.) P. Taylor – bublinatka opomíjená, syn. Utricularia exoleta R. Br.

## Výskyt
Roste obvykle ve stojatých nebo mírně tekoucích vodách s nižším obsahem fosforu a dusíku, nejčastěji v nižších nadmořských výškách, ale může se vyskytnout i ve výšce 2500 m n. m. Je rozšířena ve většině Asie včetně Číny a Japonska, v Severní, Střední i Jižní Americe, ve většině Afriky i na Nové Guineji, v Austrálii, Tasmánii a na Severním ostrově Nového Zélandu (kde je považována za plevel). V Evropě se vyskytuje na Pyrenejském poloostrově.